# مفعول كوتون-موتون
في البصريات الفيزيائية يشيرمفعول كوتون –موتن (بالإنجليزي : Cotton–Mouton effect) إلى الانكسار المزدوج للضوء عند مروره خلال سائل موجود في مجال مغناطيسي , هذا المفعول مشابه لمفعول فويجت (يحدث الانكسار في وسط غازي), ويناظره في الكهربية مفعول كير .
اكتُشف عام 1907 على يد الفيزيائيين ايمي كوتون وهنري موتون.